# Корниенко, Тимофей Сергеевич
Тимофе́й Серге́евич Корние́нко (20 января 1903, Никольск-Уссурийский — 26 августа 1938) — советский легкоатлет.
Чемпион СССР 1928 в беге на 100 м и 200 м. Выступал за Сибирский военный округ (1928), Ленинград — спортивное общество «Динамо» (1929—1930).

## Биография
Отец — ссыльный крестьянин, занимавшийся хлебопашеством, а зимой извозом; мать — переселенка.
Окончил реальное училище. В 1921 году ушёл к партизанам; домой вернулся вместе с Красной армией, работал счетоводом. В 1924 году был призван в РККА, где остался на сверхсрочную службу. Окончил военную школу, затем Высшую военно-педагогическую школу имени В. И. Ленина в Ленинграде. В 1926 году был откомандирован в Харбин в консульство СССР в Китае. В 1929 году во время конфликта на КВЖД участвовал в боях в должности начальника артиллерийской разведки и командира конно-горной батареи.
С осени 1933 года работал в рыбной промышленности на Камчатке: сначала начальником отдела рабочего снабжения Акционерного Камчатского общества, а затем директором Жупановского рыбокомбината (Мильковский район).
28 декабря 1937 года был арестован, 10 августа 1938 года приговорён Особым совещанием при НКВД СССР к расстрелу по обвинению в «контрреволюционной и вредительской деятельности», 26 августа расстрелян. В 1957 году реабилитирован.

### Спортивная карьера
Спортом Тимофей занимался с детства; в армии он побеждал на соревнованиях по лёгкой атлетике, конькам, конным скачкам, но остальным видам спорта предпочитал футбол.
В 1928 году на корпусных соревнованиях Корниенко пробежал 100 м за 10,9 (что было лучше рекорда СССР — 11,0); судьи посчитали, что что-то случилось с секундомерами. На первенстве Сибирского военного округа он немного проиграл чемпиону СССР Ивану Потанину, показав одинаковое с ним время — 11,0.
На Всесоюзную спартакиаду 1928 года Корниенко приехал прежде всего как игрок футбольной сборной Дальнего Востока, но соревнования по футболу начинались 17 августа, и он принял участие в легкоатлетическом турнире. Итоги его выступлений:
- Бег на 100 м. В полуфинале (14 августа) Корниенко установил рекорд СССР (10,8), а в финале резким броском на финише обошёл Ивана Потанина (10,9 против 11,0). Со временем финала он мог бы бороться за медаль на проходивших в это же время Олимпийских играх, а со временем полуфинала — бороться за «золото».
- Бег на 200 м. В предварительном забеге (13 августа) Корниенко установил рекорд СССР (22,5), в тот же день побитый Максимом Подгаецким; в финале (17 августа) финишным спуртом он опередил Марка Подгаецкого на метр (22,0 против 22,1), установив ещё один рекорд СССР.
- Эстафета 4×100 м. На следующий день после окончания легкоатлетической программы спартакиады (22 августа) Корниенко участвовал в составе сборной СССР в забеге на побитие рекорда; команда установила новый рекорд СССР (43,2).

Вот как позднее описывали бег Корниенко очевидцы:

Внешне строгий и дисциплинированный, он и на дорожке производил впечатление человека скромного, но весьма волевого и упорного. Бег у него был лёгкий, парящий. В своей белой майке и белых трусах он и поныне представляется мне летящей белой птицей.
— Роберт Люлько

Нас, наблюдавших за его выступлением, восхитил не только результат, но и сам бег — лёгкий, упругий, выполняемый вроде бы без видимых усилий. Казалось, Корниенко нёсся к финишу, почти не касаясь земли, словно его поддерживали невидимые крылья. <…> Необъяснимая способность к импульсивному ускорению при максимальном темпе бега и была главной особенностью его огромного таланта.
— Владимир Дьячков
15 июня 1929 года Корниенко улучшил свой рекорд в беге на 100 м — 10,7; на следующий год он пробежал дистанцию за 10,6 — но при попутном ветре, превышавшим норму. Его рекорд в беге на 100 м был побит только в 1940 году Петром Головкиным.
В 1929 году в составе сборной СССР выезжал на соревнования в Финляндию и Эстонию.